# Malacca thuộc Bồ Đào Nha
Malacca thuộc Bồ Đào Nha là tên gọi lãnh thổ thuộc Malacca với 130 năm (1511–1641) là thuộc địa của Đế quốc Bồ Đào Nha.

## Lịch sử
Theo nhà sử gia người Bồ Đào Nha thế kỷ 16, Emanuel Godinho de Eredia. Ngày xưa, vị trí của Malacca có tên gọi xuất phát từ một loại mận anh đào, cây ăn trái mọc dọc một con sông có tên gọi là Airlele (Ayer Leleh). Con sông Airlele được cho là bắt nguồn từ Buquet China (Bukit Cina ngày nay). Eredia trích dẫn rằng, thành phố được thành lập bởi Permicuri (tức là Parameswara), vị vua đầu tiên của Vương quốc Malacca năm 1411.

## Chiếm đóng Malacca
Các thông tin về sự giàu có của Malacca thu hút sự chú ý của Manuel I, vua của Bồ Đào Nha và ông đã gửi Đô đốc Diogo Lopes de Sequeira để tìm Malacca, sau đó thiết lập cho một công ty thương mại với người đứng đầu của nó như là người đại diện tại Đông Ấn thuộc Bồ Đào Nha. Người châu Âu đầu tiên đến Malacca và Đông Nam Á, Sequeira thăm Malacca vào năm 1509. Mặc dù lúc đầu ông được đón tiếp bởi Sultan Mahmud Shah. Tuy nhiên, rác rối nhanh chóng đến sau đó. Sự cạnh tranh giữa Hồi giáo và Kitô giáo được thuật lại bởi một nhóm người Hồi giáo từ Goa, sau khi Goa bị chiếm đóng bởi Bồ Đào Nha. Cộng đồng hồi giáo quốc tế thuyết phục Mahmud tin rằng Bồ Đào Nha là một mối đe dọa nghiêm trọng. Mahmud ra lệnh bắt giữ, thủ tiêu một số người Bồ Đào Nha và cố gắng tấn công bốn tàu Bồ Đào Nha, mặc dù bốn tàu này đã trốn thoát được. Kinh nghiệm mà người Bồ Đào Nha đã học được từ Ấn Độ, một cuộc phạt là cách duy nhất để thiết lập cai trị ở Malacca.
Vào tháng 4 năm 1511, Afonso de Albuquerque rời cảng Goa đến Malacca với một lực lượng gồm 1,200 người và mười bảy hay mười tám tàu. Các chỉ huy ra một số yêu sách, một trong số đó là được cho phép là xây dựng một pháo đài của Bồ Đào Nha gần nơi giao thương của thành phố. Sultan từ chối tất cả các yêu sách. Xung đột không thể tránh khỏi và sau 40 ngày chiến đấu, Malacca bị đánh bại bởi Bồ Đào Nha vào ngày 24 tháng 8. Một cuộc tranh chấp gay gắt giữa Sultan Mahmud và con trai của ông Sultan Ahmad càng làm suy yếu Malaccan.
Sau thất bại của Vương quốc Malacca vào ngày 15 tháng 8 năm 1511, Bồ Đào Nha chiếm được Malacca. Afonso de Albuquerque đã tìm cách xây dựng một pháo đài kiên cố với dự đoán đủ để chống đỡ các cuộc phản công từ Sultan Mahmud. Một pháo đài được thiết kế và xây dựng bao gồm một ngọn đồi, dọc theo mép bờ biển, ở phía đông nam của cửa sông, trên nền cũ mà trước đây là cung điện của nhà vua. Albuquerque vẫn ở Malacca cho đến tháng 11 năm 1511 và chuẩn bị phòng thủ chống lại bất kỳ phản kháng nào của người Malay. Sultan Mahmud Shah đã buộc phải chạy trốn khỏi Malacca.

## Bồ Đào Nha trong khu vực bị thù địch

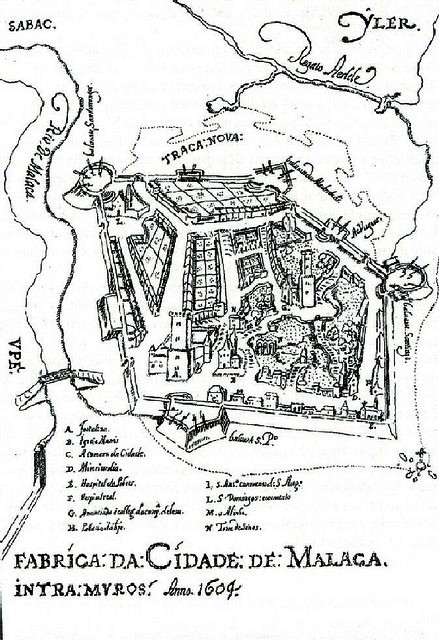
"Quy hoạch của thành phố Malacca: Intramuros Anno 1604" bởi Manuel Godinho de Eredia.

Như là thuộc địa đầu tiên của người châu Âu theo đạo Thiên chúa thiết lập với mục đích thương mại ở khu vực Đông Nam Á, nó được bao quanh bởi nhiều vương quốc Hồi giáo bản địa mới nổi. Ngoài ra, với sự tác động thù địch ban đầu với chính sách của người Malay địa phương, Malacca thuộc Bồ Đào Nha phải đối mặt với sự thù địch nghiêm trọng. Họ phải hứng chịu trong nhiều năm các trận đánh bắt đầu bởi các Sultan Malay, những người muốn thoát khỏi người Bồ Đào Nha và đòi lại đất đai của họ. Mahmud đã có nhiều nỗ lực để chiếm lại thủ đô. Mahmud nhận thêm được sự hỗ trợ từ các đồng minh của mình là Vương quốc Hồi giáo Demak của người Java và năm 1511 đã đồng ý gửi lực lượng hải quân để hỗ trợ. Được dẫn dắt bởi Pati Unus, Quốc vương Demak, những nỗ lực Malay-Java kết hợp nhưng có kết quả thất bại. Người Bồ Đào Nha chống trả và buộc vua phải chạy trốn để Pahang. Sau đó, vua đi thuyền tới Bintan và thành lập một thủ đô mới. Với nền tảng được củng cố, sultan tăng các lực lượng hỗn hợp Malay và tổ chức một số cuộc tấn công và phong tỏa đối với vị trí của Bồ Đào Nha. Cuộc tấn công thường xuyên nhắm vào Malacca gây ra những khó khăn nghiêm trọng đối với Bồ Đào Nha. Trong năm 1521, lần thứ hai Demak tiến hành chiến tranh để giúp sultan Malay chiếm lại Malacca. Tuy nhiên, một lần nữa chiến dịch lại thất bại với phí tổn ảnh hưởng đến cuộc sống riêng của Sultra Demak. Sau này ông được nhớ đến như Hoàng tử Sabrang Lor hay Hoàng tử vượt qua (Biển Java) để đến phương Bắc (bán đảo Mã Lai). Sau các cuộc tấn công đã làm người Bồ Đào Nha tin rằng các lực lượng của sultra đã buộc phải từ bỏ ý định tái chiếm Malacca. Nhiều lần người Bồ Đào Nha đã cố gắng để ngăn chặn các lực lượng Malay. Nhưng sau đó vào năm 1526, Bồ Đào Nha đã dành chiến thắng và tàn phá Bintan. Sultra Malay buộc phải rút về Kampar ở Riau, Sumatra. Nơi ông qua đời hai năm sau đó, ông để lại ngôi vị cho hai con trai: Muzaffar Shah và Alauddin Shah Riayat II.
Muzaffar Shah được đưa lên làm vua của người dân ở phía bắc của bán đảo để thành lập Vương quốc hồi giáo Perak. Trong khi con trai khác của Mahmud là Alauddin, kế thừa sự nghiệp của cha mình và thành lập một thủ đô mới ở miền Nam. Quyền bính của Ngài là Vương quốc Hồi giáo Johor, vương quốc kế thừa của Malacca.
Một số nỗ lực để loại bỏ ách thống trị Bồ Đào Nha khỏi Malacca đã được thực hiện bởi sultan Johor. Một yêu cầu gửi đến Java vào năm 1550 dẫn đến Nữ hoàng Kalinyamat, quan nhiếp chính của Jepara đã gửi cùng 4,000 binh sĩ trên 40 tàu để đáp ứng yêu cầu của sultan Johor để lấy Malacca. Quân của Jepara sau đó gia nhập lực lượng với liên minh Malay và được quản lý để hợp nhất với khoảng 200 tàu chiến cho cuộc tấn công sắp tới vào Malacca. Lực lượng tấn công từ phía bắc và chiếm được vùng đất rộng lớn của Malacca, nhưng Bồ Đào Nha đã trả đũa và đẩy lùi lực lượng tấn công. Lực lượng liên minh Mã Lai trên các tàu bị đẩy trở ra biển, trong khi lực lượng của Jepara vẫn trên bờ và buộc rút lui sau khi các chỉ huy bị sát hại. Cuộc chiến tiếp tục diễn ra trên các bờ biển và trên biển kết quả làm hơn 2,000 binh sĩ Jepara bị giết. Một cơn bão mắc kẹt hai tàu Jepara trên bờ biển Malacca và họ đã trở thành nạn nhân cho Bồ Đào Nha. Chỉ ít hơn một nửa trong số lực lượng Jepara có thể rút khỏi Malacca.
Trong năm 1567, Hoàng tử Husain Ali I Riayat Syah từ Vương quốc Hồi giáo Aceh đã phát động một cuộc tấn công của hải quân để lật đổ người Bồ Đào Nha từ Malacca, nhưng điều này lại một lần nữa kết thúc trong thất bại. Năm 1574 một cuộc tấn công kết hợp từ Vương quốc Hồi giáo Aceh và Java Jepara cố gắng một lần nữa để giành lại Malacca từ Bồ Đào Nha, nhưng đã kết thúc trong thất bại do sự phối hợp kém.
Cạnh tranh từ các cảng khác như Johor làm cho các thương gia châu Á không còn neo ở Malacca nên thành phố bắt suy thoái. Thay vì đạt tham vọng chiếm lĩnh mạng lưới thương mại châu Á, người Bồ Đào Nha thực sự gây nên một mớ hỗn độn. Thay vì một thành lập trung tâm thành phố trao đổi của châu Á giàu có, hay một sự kiểm soát của nhà nước Malay ở eo biển làm cho an toàn hơn trong hàng hải thương mại, Bồ Đào Nha đã làm buôn bán rải rác ở các cảng khác nhau và các cuộc chiến khốc liệt ở eo biển Malacca.

## Trả đũa quân sự của Trung Quốc chống lại Bồ Đào Nha

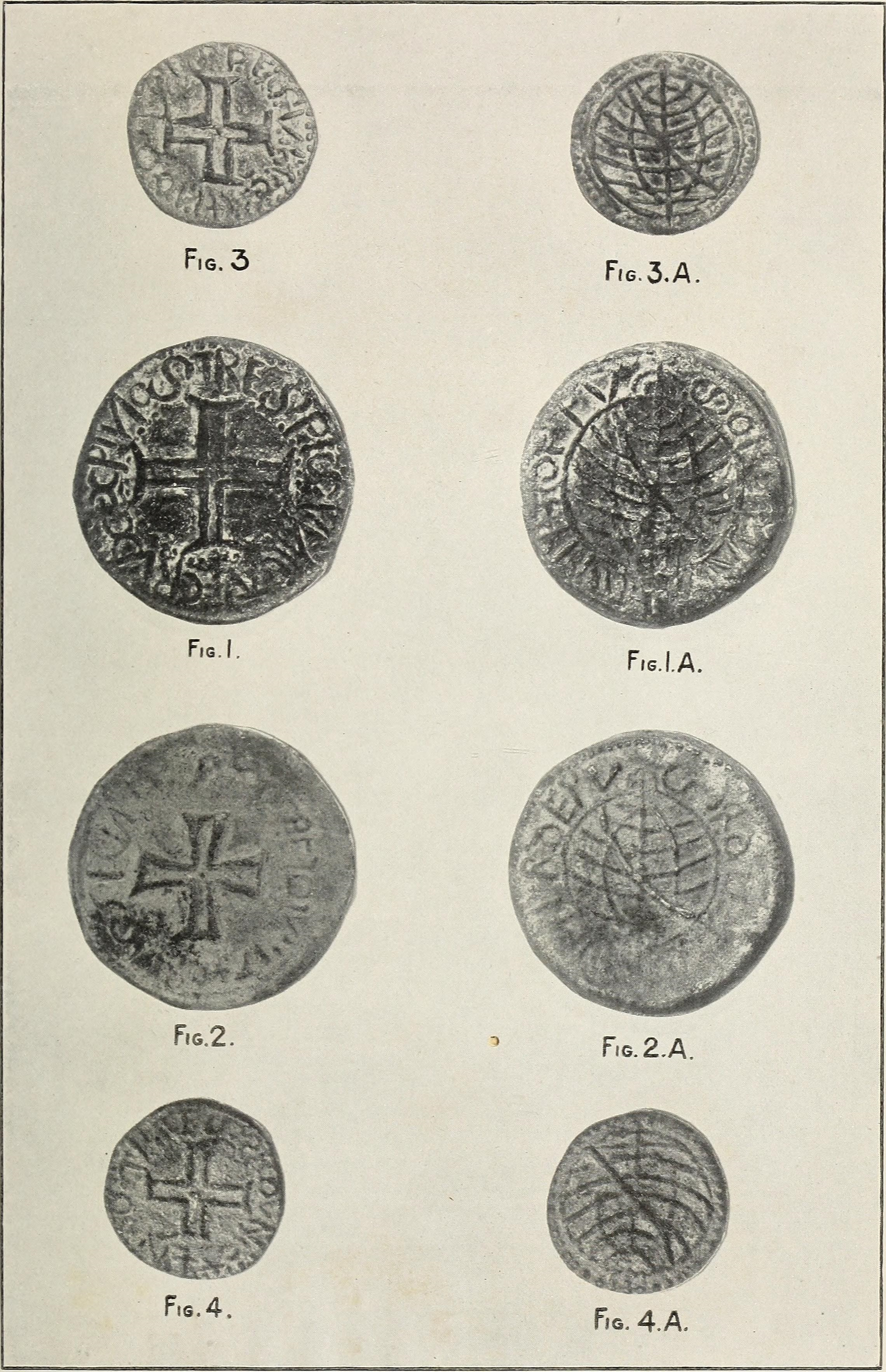
Tiền thiếc Malacca thuộc Bồ Đào Nha của King Emmanuel (1495-1521) và John III (1521-1557) phát hiện trong cuộc khai quật gần sông Malacca bởi W. Edgerton, tham tán thường trú tại Malacca vào 1900.

Vương quốc Malacca là một chư hầu và đồng minh của Nhà Minh (Trung Quốc). Khi Bồ Đào Nha chinh phục Malacca vào năm 1511, người Trung Quốc đã đáp trả bằng hành động bạo lực chống lại người Bồ Đào Nha.
Sau cuộc chinh phục Malacca của Bồ Đào Nha, Trung Quốc đã từ chối thiết lập một đại sứ quán của Bồ Đào Nha.
Chính quyền Nhà Minh đã bắt giam và xét xử nhiều phái viên Bồ Đào Nha ở Quảng Châu. Một phái viên Malacca đã thông báo cho Trung Quốc việc Bồ Đào Nha đã chiếm đóng Malacca. Trung Quốc ngay sau đó đã phản ứng và thể hiện thái độ thù địch đối với người Bồ Đào Nha. Phái viên Malacca tiết lộ về sự dối trá của Bồ Đào Nha, cụ thể là che giấu ý định xâm lược bằng cách giả vờ giao thương hàng hóa đơn thuần và sự khó khăn khi trở thành thuộc địa của Bồ Đào Nha. Malacca đang dưới sự bảo hộ của Trung Quốc và cuộc xâm lược Bồ Đào Nha khiến Trung Quốc tức giận.
Như một kết quả của một lời thông điệp từ Sultan Malacca về cuộc xâm lược của người Bồ Đào Nha với vị hoàng đế Trung Quốc, người Bồ Đào Nha đã được chào đón với thái độ thù địch của người dân Trung Quốc khi họ đến Trung Quốc. Với thông điệp của Sultan đã "rất khó khăn" cho người Bồ Đào Nha ở Trung Quốc.. Người Trung Quốc đang rất "thân thiện" đối với người Bồ Đào Nha. Sultan Malacca có thủ phủ mới tại Bintan sau khi di tản khỏi Malacca, đã gửi một thông điệp tới Trung Quốc, kèm theo phàn nàn với hành vi của cướp bóc và bạo lực của những người Bồ Đào Nha ở Trung Quốc, khiến chính phủ Trung Quốc xét xử 23 người Bồ Đào Nha và một số khác bị tra tấn trong tù. Sau khi người Bồ Đào Nha thiết lập các điểm hoạt động thương mại và thực hiện các hoạt động vi phạm trái phép và các cuộc tấn công trong khu vực, người Trung Quốc đã đáp trả bằng việc tiêu diệt hoàn toàn người Bồ Đào Nha ở Ninh Ba và Tuyền Châu. Pires, phái viên thương mại của Bồ Đào Nha là một trong số những người Bồ Đào Nha chết trong một nhà tù Trung Quốc giai đoạn này.
Tuy nhiên, quan hệ đã dần cải thiện và sau khi Bồ Đào Nha giúp chống lại lũ cướp biển Uy khấu dọc theo bờ biển của Trung Quốc. Cuối cùng đến năm 1557, nhà Minh đã cho phép người Bồ Đào Nha đến định cư ở Ma Cao như một thuộc địa mới của thương nhân Bồ Đào Nha. Vương quốc Hồi giáo Johor tiếp cũng cải thiện quan hệ với người Bồ Đào Nha và thậm chí đi đến chiến tranh cùng với họ chống lại vương quốc Hồi giáo Aceh.